# Casa Senyorial de Rikava
La Casa Senyorial de Rikava (en letó: Rikavas muižas pils) es troba a la regió històrica de Latgàlia, al municipi de Rēzekne de l'est de Letònia. El complex inclou, la casa principal, el parc i altes tres edificis. Allotja l'escola Rikava.